# Castello di Copertino
Il castello di Copertino si trova in Piazza Castello, nel centro di Copertino, comune della provincia di Lecce.
Dal dicembre 2014 il Ministero per i beni e le attività culturali lo gestisce tramite il Polo museale della Puglia, nel dicembre 2019 divenuto Direzione regionale Musei.Nel 2017-2018 la sua ristrutturazione.

## Storia
L'aspetto attuale del castello si deve ad un rimaneggiamento del XVI secolo opera dell'architetto militare Evangelista Menga. Il committente dell'opera, conclusa nel 1540, fu Alfonso Castriota dalla famiglia Branai (Granai) Castriota (discendente di Vrana Conte) per sua nipote Maria, moglie di suo figlio Antonio., così come si legge ancora oggi sulla cortina Est della fortezza: pater patruus et socer (padre, zio e suocero). In realtà il primo nucleo della fortificazione dovrebbe risalire al XIII-XIV secolo come si può evincere dalla forma della torre alta e svettante di forma quadrangolare. Passato poi, come testimonia lo stemma sul fronte del mastio, a Ladislao d'Angiò Durazzo, nel 1419 la moglie di questi, Maria d'Enghien, lo diede in dote alla sua figlia di primo letto, Caterina Orsini, che andava sposa a Tristano Chiaromonte. La nipote di Caterina, Isabella, portò a sua volta il castello in dote al marito Federico d'Aragona che donò la città di Copertino - e quindi anche il castello.

## Struttura

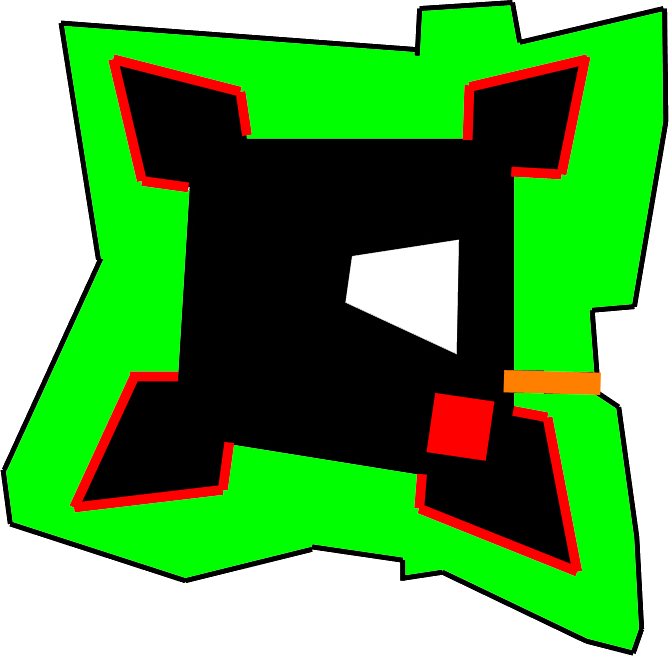
mappa

Il castello di Copertino si sviluppa attorno ad un cortile di forma quadrata, ed ha nei quattro angoli altrettanti bastioni a lancia. La struttura possiede la classica forma a stella delle fortificazioni del XVI secolo, sebbene il nucleo più antico dovrebbe risalire al XIII-XIV secolo, in epoca normanna. A tale nucleo dovrebbe risalire il torrione di forma quadrangolare alto e svettante simile, per forma, al torrione del castello di Lecce o alla torre di Leverano.
Ancora oggi il mastio è circondato da un fossato lungo tutto il suo perimetro. Al castello si accede attualmente tramite un ponte in pietra, inesistente nel periodo in cui il castello aveva ancora funzione difensiva. Il portale d'accesso, di gusto catalano-durazzesco, è decorato con figure mostruose e vegetali, con motivi collegati alla guerra e pezzi di armi ed armature, decorazione che ben si addiceva alla natura dell'edificio stesso.
Nel cortile interno corrono enormi gallerie di collegamento ai bastioni, per meglio esser difeso in caso di attacchi. Sulla sinistra sorge il porticato Pinelli-Pignatelli. Sulla destra è presente la cappella di San Marco, interamente affrescata dal pittore manierista Gianserio Strafella su incarico della famiglia genovese degli Squarciafico, che avevano acquistato il castello nel 1557. All'interno, negli ambienti residenziali cinquecenteschi, è presente la cappella gentilizia dedicata a Santa Maria Maddalena, con affreschi del Quattrocento, rinvenuta durante i lavori di restauro.
Nel 1886 il castello fu dichiarato monumento nazionale e nel 1955 sottoposto alle norme di tutela.
Il castello è gestito dalla Soprintendenza Belle Arti e Paesaggio per le province di Lecce, Brindisi e Taranto con sede a Lecce.